# Stadion Hohe Warte
Die Naturarena Hohe Warte ist ein Fußballstadion auf der Hohen Warte im 19. Wiener Gemeindebezirk Döbling. Das Stadion mit Naturtribünen ist Heimstätte des sechsfachen österreichischen Fußballmeisters First Vienna FC, bis 2016 der österreichischen Rugby-Nationalmannschaft sowie bis 2015 und ab 2017 des österreichischen und europäischen Rekordmeisters im American Football, den Vienna Vikings, deren Fans dieses Stadion als Heilige Warte bezeichnen. Am 29. August 2014 erhielt das Stadion Hohe Warte den Namen Care Energy-Naturarena Hohe Warte, nach dem Energieversorgungsunternehmen Care-Energy. Nach Konkurs des Hauptsponsors erfolgte 2017 die Entfernung des Firmennamens aus dem Stadionnamen.

## Geschichte
Auf dem Gelände des heutigen Stadions Hohe Warte war einst das Ziegelwerk Kraindl sowie der FC Ostmark-Platz (Heiligenstädterstraße 115) situiert. Letzterer wurde um 1919/1920 vom FC Ostmark aufgegeben und ein neuer Platz in der Leystraße geschaffen. Die Vienna übernahm den freiwerdenden Grund in Etappen und errichtete von 1920 bis 1921 das Stadion auf der Hohe Warte. Bereits ab 1896 trug die Vienna Spiele auf den umliegenden Plätzen um die Hohen Warte aus (Kuglerwiese, Kreindlwiese). Das heutige Hohe-Warte-Stadion wurde 1921 als größtes und modernstes Fußballstadion Kontinentaleuropas eröffnet. Länderspiele wie gegen Italien 1923 wurden in der größten Naturarena Europas seinerzeit von bis zu 80.000 Menschen verfolgt. Über die Jahrzehnte verfiel das Stadion langsam, so dass es zwischenzeitlich offiziell nur mehr 4.500 Plätze gab, da die Naturarena – also das Areal jenseits der befestigten Tribünen – auf Beschluss des Magistrats nicht mehr als Zuschauerraum genutzt werden durfte. Durch den Bau neuer Stahlrohrtribünen auf der Gegengeraden konnte die Kapazität wieder auf 5.500 Plätze erhöht werden.
Am Sportplatz auf der Hohen Warte wurden in den 1920er Jahren zudem auch Opern aufgeführt und Boxkämpfe veranstaltet. 1924 fand auf dem Sportplatz Hohe Warte die erste Opernaufführung unter freiem Himmel in Wien statt. Pietro Mascagni dirigierte die Oper Aida. Für 17.000 Sitz- und 8.000 Stehplätze wurde ein „amphitheatralisches Parkett“ angelegt. Auf der fast 50 Meter breiten und 35 Meter tiefen Bühne agierten neben den Solisten der Chor mit 200 Mitgliedern und 700 Komparsen. 1935 fand eine weitere Opernsaison mit Aida, Bajazzo und Cavalleria rusticana statt. Echte Kamele und echte Elefanten traten vor 18.000 Sitz- und 14.000 Stehplätzen auf.
Die Erhaltungskosten des großflächigen Stadionareals liegen bei etwa 400.000 Euro im Jahr und belasten das Budget der finanzschwachen Vienna stark. Wohl auch deshalb wurden im Mai 2012 Pläne bekannt, wonach auf dem Gelände der Hohen Warte ein exklusiver Wellness-Komplex entstehen soll. Dieses Projekt solle einmalig 1,2 Millionen Euro einbringen und die laufenden Kosten um 300.000 Euro senken. Bis dato sind keine Fortschritte dieser Pläne bekannt.
Beim letzten Spiel der Saison 2015/16 gegen den ASK Ebreichsdorf (1:4) am 27. Mai 2016 boten Fans von First Vienna auf der Osttribüne als Choreographie eine Szene aus dem Videospiel Super Mario dar. Die Aktion wurde über Wochen vorbereitet.
Im April 2017 ist die in die Jahre gekommene Haupttribüne, welche 1976 errichtet worden ist, von den Behörden aufgrund von Holzfäule der Dachträger gesperrt worden. Es kann nun nur noch auf den drei gegenüberliegenden Stahlrohrtribünen oder der dahinterliegenden Böschung Platz genommen werden. Wann eine Reparatur der Dachträger geschieht, ist fraglich, da weder der Eigentümer (Stadtgemeinde Wien), noch die Stadionbetreiber (Gesellschaft Hohe Warte) für die Sanierungskosten, welche auf mindestens 200.000 Euro geschätzt wurden, aufkommen möchten. Im Mai 2020 wurde ein Bericht vom Stadtrechnungshof veröffentlicht, der schwerwiegende Mängel am Stadion Hohe Warte aufzeigt.
Die Vienna Vikings aus der European League of Football (ELF) werden die erste Partie der Spielzeit 2023 in der Generali Arena bestreiten und danach im Stadion Hohe Warte antreten.

## Verkehrsanbindung
Das Stadion ist gut an verschiedene öffentliche Verkehrsmittel angebunden: Zum einen ist die Hohe Warte über den Bahnhof Wien Heiligenstadt gut zu erreichen. Die U-Bahn-Linie U4, sowie die Schnellbahnlinien 40 und 45 halten dort. Der Fußweg zum Stadion beträgt etwa 5 Minuten und führt über den Karl-Marx-Hof und den 12. Februar-Platz in die Klabundgasse. Zum anderen gelangt man mit den Straßenbahnlinien 37 und D bis fast vor die Stadiontore.
Für die überregionale Anreise mit Bus und PKW bietet sich die Donauufer Autobahn an. Der Knoten Floridsdorf führt über die Nordbrücke ohne Umwege nach Heiligenstadt. Vor dem Stadion befinden sich Parkplätze für Heim- und Auswärtsfans.

## Galerie

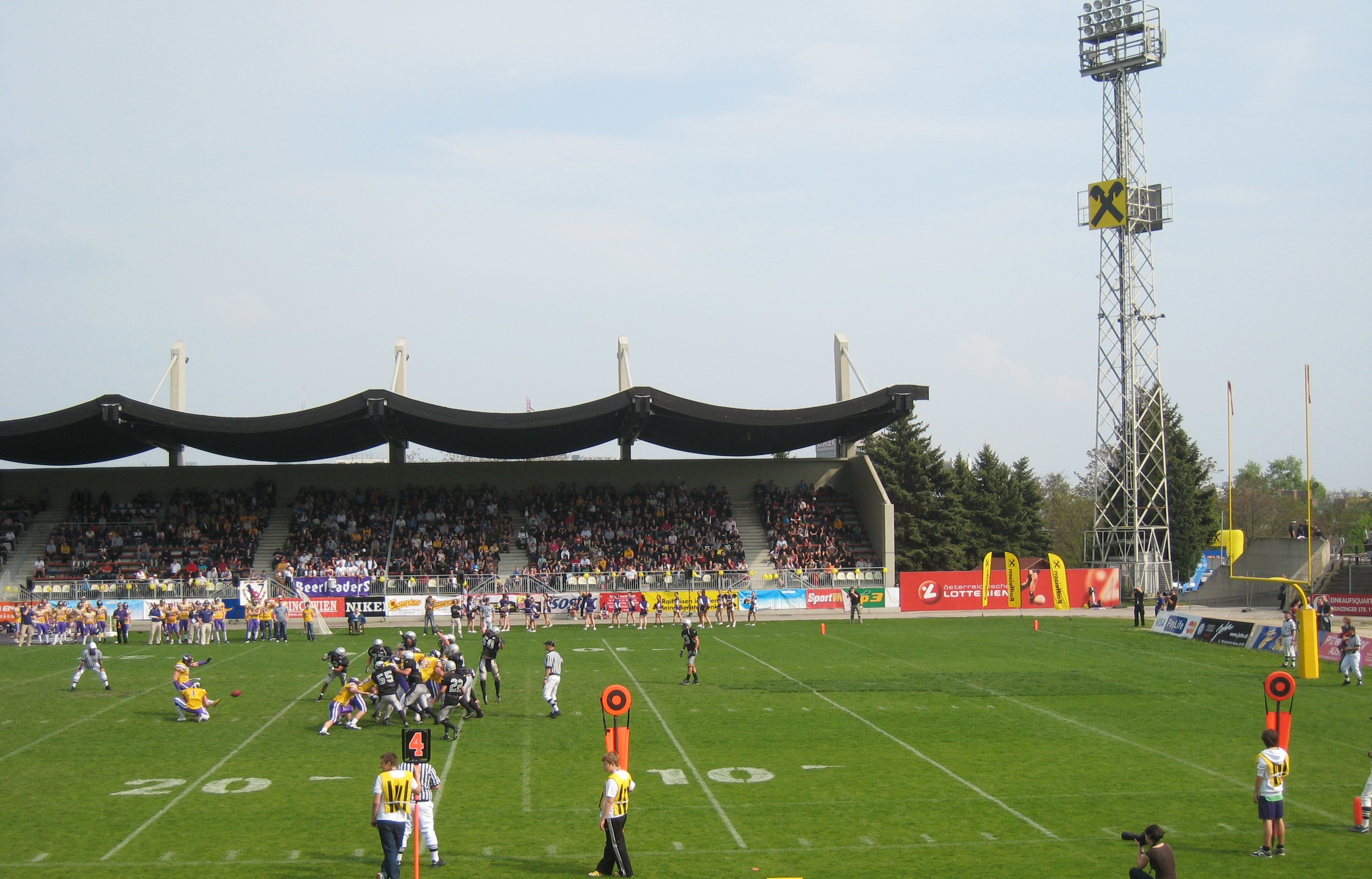
Spiel der European Football League 2010 am 2. Mai zwischen den Raiffeisen Vikings Vienna und den Badalona Dracs (24:0)
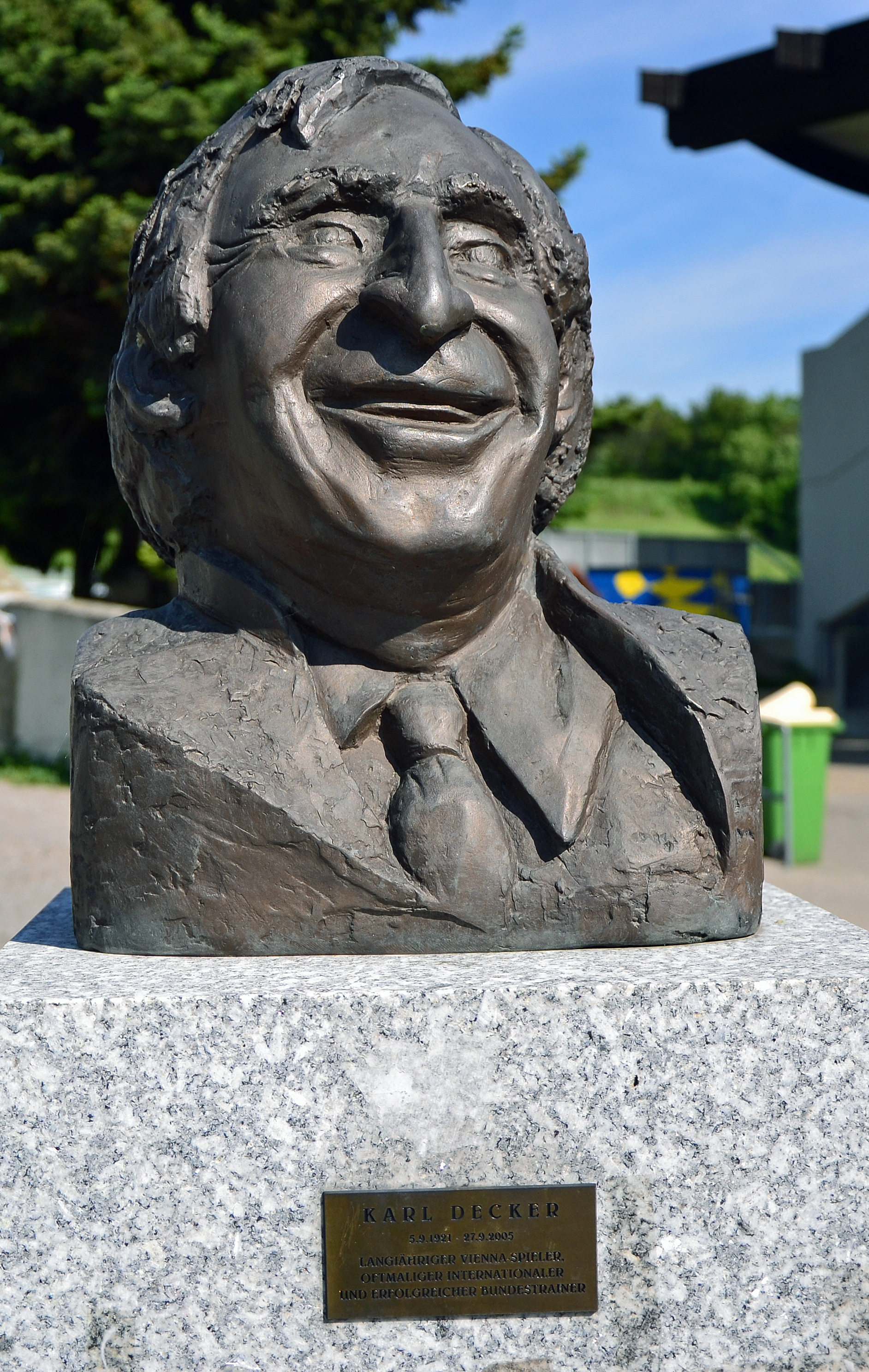
Büste von Karl Decker (1921–2005) vor dem Stadion
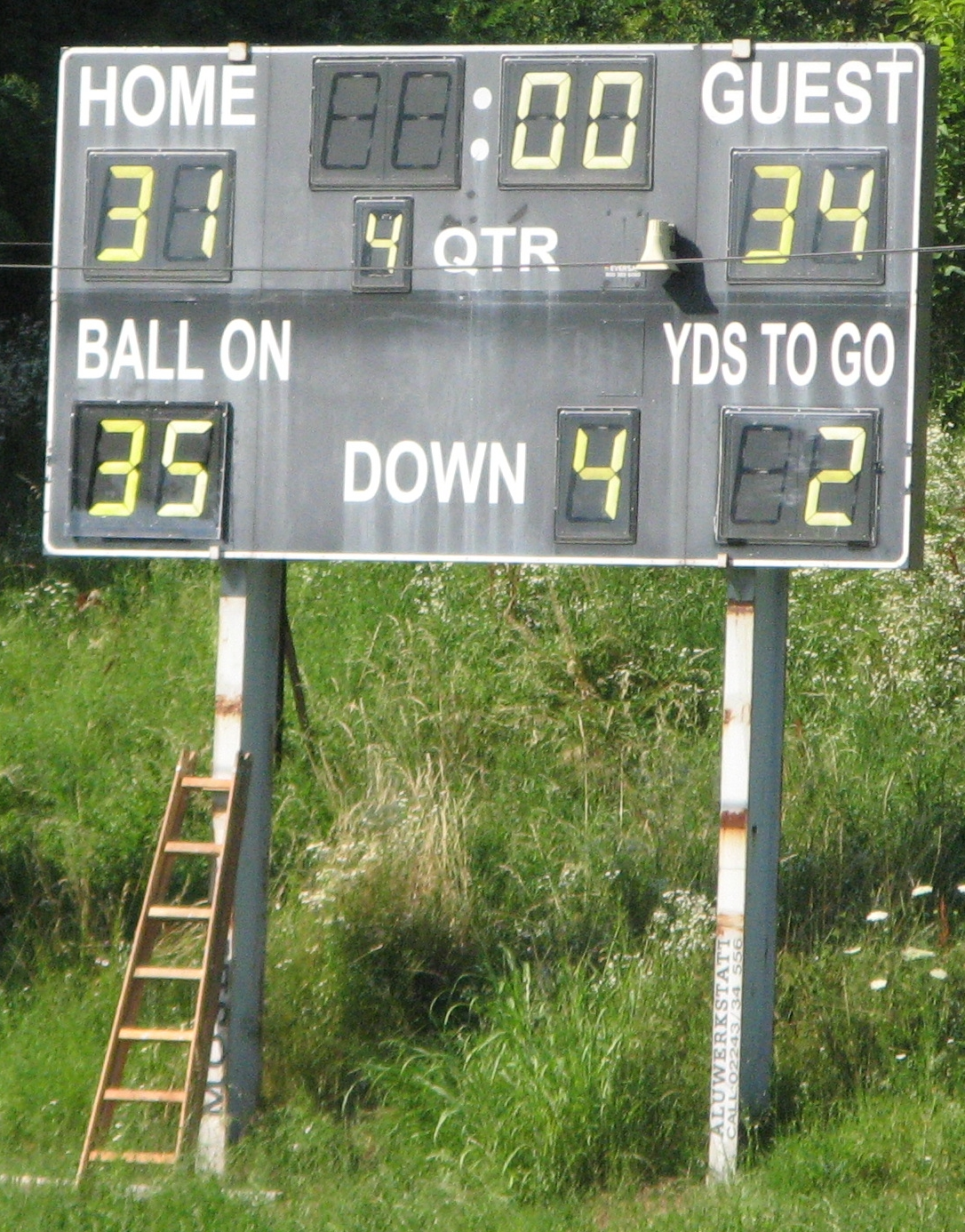
Anzeigetafel im Stadion Hohe Warte (2010)